# 玛乔丽·麦奎德
玛乔丽·麦奎德（英語：Marjorie McQuade，1934年7月16日—），澳大利亚女子游泳运动员，主攻自由泳。她曾代表澳大利亚参加1950年大英帝国运动会游泳比赛，获得三枚金牌。